# Lispe neo
Lispe neo är en tvåvingeart som beskrevs av Malloch 1922. Lispe neo ingår i släktet Lispe och familjen husflugor. Inga underarter finns listade i Catalogue of Life.